# Henry Ellenson
Henry John Ellenson (Rice Lake, Wisconsin, 13 de enero de 1997) es un baloncestista estadounidense que pertenece a la plantilla de los Wisconsin Herd de la NBA G League. Con 2,08 metros de estatura, juega en la posición de alero.

## Trayectoria deportiva

### Universidad
Tras participar en 2015, en su etapa de instituto, en el prestigioso McDonald's All-American Game, jugó una temporada con los Golden Eagles de la Universidad Marquette, en la que promedió 17.0 puntos, 9,7 rebotes y 1,5 tapones por partido. fue elegido novato del año de la Big East Conference e incluido en el mejor quinteto de la conferencia. Tras acabar la temporada, decidió saltarse el resto de etapa académica y presentarse al draft de la NBA.

#### Estadísticas
| Año     | Equipo    | PJ | PT | MPP  | %TC  | %3P  | %TL  | RPP | APP | ROB | TPP | PPP  |
| ------- | --------- | -- | -- | ---- | ---- | ---- | ---- | --- | --- | --- | --- | ---- |
| 2015–16 | Marquette | 33 | 33 | 33.5 | .446 | .288 | .749 | 9.7 | 1.8 | .8  | 1.5 | 17.0 |

### Profesional
Fue elegido en la decimoctava posición del Draft de la NBA de 2016 por Detroit Pistons. Debutó el 26 de octubre ante Toronto Raptors, consiguiendo 2 rebotes en dos minutos de juego. El 5 de noviembre fue asignado a los Grand Rapids Drive de la NBA D-League.
El 9 de febrero de 2019, Ellenson fue despedido por los Pistons. El 20 de febrero firmó un contrato por diez días con los New York Knicks.
El 13 de julio de 2021, firma por el Monbus Obradoiro de la Liga Endesa.
El 7 de julio de 2022, firma por el Club Joventut Badalona de la Liga Endesa.
El 4 de julio de 2023, firma por el Ibaraki Robots de la B.League.
El 16 de octibre de 2024 firmó contrato con los Milwaukee Bucks de la NBA, pero fue despedido dos días más tarde. El 28 de octubre se incorporó a su filial, los Wisconsin Herd.

## Selección nacional
Fue parte del combinado estadounidense que ganó el Campeonato Mundial de Baloncesto Sub-17 de 2014.
Posteriormente jugó con la selección absoluta en partidos de clasificación a la Copa Mundial de Baloncesto y a la FIBA AmeriCup.

## Estadísticas de su carrera en la NBA

### Temporada regular
| Año     | Equipo   | PJ | PT | MPP  | %TC  | %3P  | %TL   | RPP | APP | ROB | TPP | PPP |
| ------- | -------- | -- | -- | ---- | ---- | ---- | ----- | --- | --- | --- | --- | --- |
| 2016-17 | Detroit  | 19 | 2  | 7.7  | .359 | .294 | .500  | 2.2 | .4  | .1  | .1  | 3.2 |
| 2017-18 | Detroit  | 38 | 0  | 8.7  | .363 | .333 | .862  | 2.1 | .5  | .1  | .0  | 4.0 |
| 2018-19 | Detroit  | 2  | 0  | 12.5 | .400 | .500 | 1.000 | 4.5 | .5  | .0  | .0  | 6.0 |
| 2018-19 | New York | 17 | 0  | 13.8 | .412 | .441 | .739  | 3.4 | .9  | .4  | .1  | 6.0 |
| 2019-20 | Brooklyn | 5  | 0  | 3.0  | .143 | .000 | —     | 1.2 | .2  | .0  | .0  | .4  |
| Total   | Total    | 81 | 2  | 9.2  | .372 | .343 | .774  | 2.4 | .5  | .2  | .0  | 4.0 |